# Península de Fleurieu

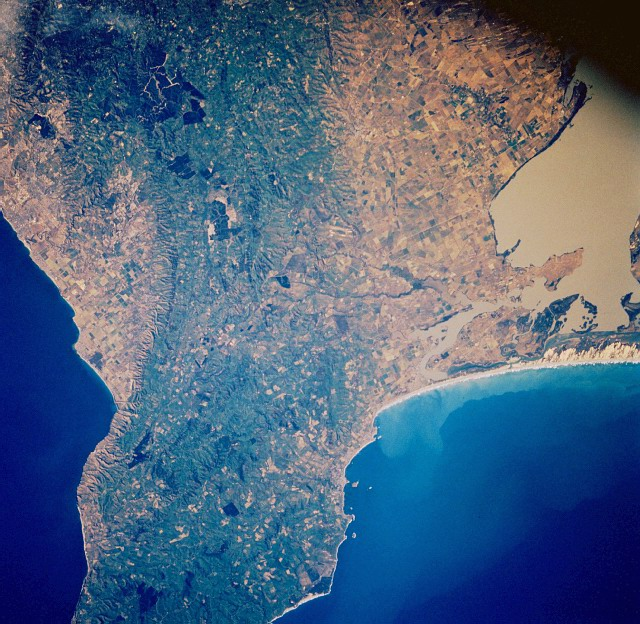
Península de Fleurieu vista desde el espacio, noviembre de 1985

La península de Fleurieu (en inglés: Fleurieu Peninsula, localmente /ˈflʊəriːoʊ/) es una península de Australia localizada en la parte central de la costa austral, en el estado de Australia del Sur, al sur de Adelaida. Las principales localidades del área son Victor Harbour y Goolwa y en ella está la región vinícola del valle McLaren. Hay un ferry que cruza entre el cabo Jervis —la punta suroccidental de la península— y la isla Canguro, situada frente a ella al oeste, al otro lado del pasaje Backstairs (de unos 13 km de anchura). 

## Historia
La península fue nombrada por el capitán francés Nicolas Baudin en 1802, en el transcurso de la expedición Baudin (1800-02) en reconocimiento al marino, hidrógrafo, explorador y entonces ministro de la Marina, Charles Pierre Claret de Fleurieu (1738-1810).